# Sascha Schneider (Karateka)

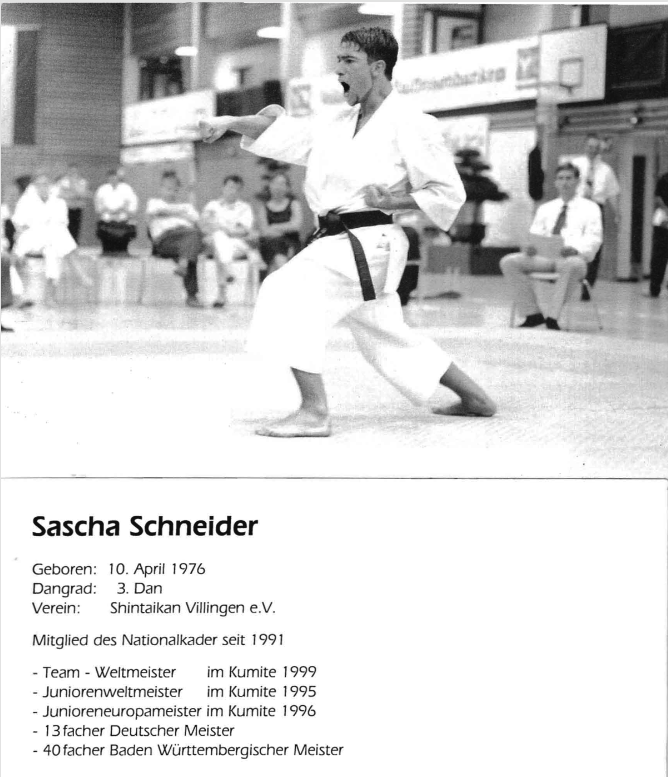

Sascha Schneider (* 10. April 1976 in Donaueschingen) ist ein deutscher Karateka, welche für Shintaikan Villingen e. V. von 1987 bis 2000 als Karateka/Kämpfer aktiv war.

## Werdegang
Er begann im Alter von 11 Jahren mit dem Shōtōkan-Karate und wurde 1995 im Kumite Einzel- und 1999 mit der deutschen Nationalmannschaft Shōtōkan-Weltmeister.
Schneider begann 1987 in Furtwangen im Schwarzwald mit dem Karate und konnte nach seinem Wechsel zum Mutterverein Shintaikan Villingen e. V. unter der Leitung von Berket Birdüzer im Jahr 1989 in Reutlingen seinen ersten von über 40 Landesmeister-Titeln gewinnen.
Während seiner aktiven Laufbahn war er einer der wenigen Karatekas, welche sich sowohl in Kata (stilisierte Form des Kampfes gegen einen oder mehrere imaginäre Gegner) als auch in Kumite (Zweikampf unterteilt nach Gewichtsklassen) national und auch international behaupten konnte. Im Jahr 1990 wurde er von Toni Dietl in den Landeskader berufen und war von 1992 bis 1999 Mitglied der Kumite-Nationalmannschaft des Deutschen Karate Verbands e. V. unter der Leitung von Bundestrainer Günther Mohr. Zeitgleich war er im Bundeskader (Nationalmannschaft) für den Bereich Kata unter der Leitung von Efthimios Karamitsos.
Er gehört zu den wenigen Sportlern, welche sowohl im Kampf (Kumite) als auch in der Kür (Kata) angetreten ist und auch Erfolge verbuchen konnte.
Dieses Engagement wurde bei vier deutschen Meisterschaften mit dem Titel "Erfolgreichster Teilnehmer" gewürdigt und brachte ihm den Sonderpokal der Meisterschaft.
1996 wurde die Leistung mit einer der höchsten Auszeichnungen des Deutschen Karate Verbands, der Ehrenplakette in Gold, honoriert.
1996 wurde er als Sportsoldat Mitglied der Sportfördergruppe der Bundeswehr in Sonthofen und erhielt während dieser Zeit die Sportlerehrung der Ministerin für Kultus und Sport Annette Schavan.

## Nationale Erfolge
- 1992:  1. Platz DM Jugend Breisach Kumite bis 60 kg[1]
- 1992:  1. Platz DM Jugend Breisach Kata Einzel[1]
- 1992:  2. Platz DM Jugend Breisach Kumite Mannschaft
- 1992:  Ehrenauszeichnung als erfolgreichster Teilnehmer der DM in Breisach
- 1993:  1. Platz DM Jugend Bräunlingen Kumite -60kg[2]
- 1993:  1. Platz DM Jugend Bräunlingen Kata Einzel[2]
- 1993:  1. Platz DM Jugend Bräunlingen Kata Mannschaft
- 1993:  3. Platz DM Jugend Bräunlingen Kumite Mannschaft
- 1994:  2. Platz DM Junioren Berlin Kata Einzel
- 1994:  3. Platz DM Junioren Berlin Kumite Einzel Allkategorie
- 1994:  3. Platz DM Junioren Berlin Kata Mannschaft
- 1994:  3. Platz DM Junioren Berlin Kumite Mannschaft
- 1995:  1. Platz DM Junioren Hanau Kumite Mannschaft
- 1995:  2. Platz DM Junioren Hanau Kata Mannschaft
- 1995:  3. Platz DM Junioren Hanau Kumite Einzel -75kg
- 1996:  1. Platz DM Junioren Rastede Kumite Einzel Allkategorie[3]
- 1996:  1. Platz DM Junioren Rastede Kumite Einzel -75kg[3][4]
- 1996:  1. Platz DM Junioren Rastede Kumite Mannschaft[3][4]
- 1996:  3. Platz DM Junioren Rastede Kata Einzel[3]
- 1996:  Ehrenauszeichnung als erfolgreichster Teilnehmer der DM in Rastede
- 1996:  Auszeichnung mit der Ehrenplakette in GOLD des DKV
- 1997:  2. Platz DM Junioren Chemnitz Kumite Einzel -75kg[5]
- 1997:  1. Platz DM Junioren Chemnitz Kumite Allkategorie[5][6]
- 1997:  3. Platz DM Junioren Chemnitz Kata Einzel
- 1997:  3. Platz DM Junioren Chemnitz Kata Mannschaft
- 1997:  Ehrenauszeichnung als erfolgreichster Teilnehmer der DM in Chemnitz
- 1997:  1. Platz DM Junioren Nürnberg Kumite Mannschaft
- 1998:  3. Platz DM Senioren Karlsruhe Kumite Einzel -75kg
- 1999:  1. Platz Internationaler Deutscher Shotokan Cup Bottrop Kumite Allkategorie[7]

## Internationale Erfolge
- 1990  1. Platz Internationales Europa Turnier Trieste Kata Einzel
- 1991  1. Platz  Istanbul Open Kumite Einzel -60kg
- 1991  1. Platz  Istanbul Open Kata Einzel
- 1991  1. Platz  World Cup Cadets Budapest Kumite Team
- 1992  3. Platz  Europameisterschaft Lissabon Jugend -60kg[8]
- 1992  1. Platz  World Cup Jugend Miskolc Kumite Team
- 1992  1. Platz  World Cup Jugend Miskolc Kata Einzel
- 1992  1. Platz  World Cup Jugend Miskolc Kumite Allkategorie
- 1993  2. Platz  Europameisterschaft Jugend Cardiff Kata Einzel[9]
- 1993  1. Platz  Finish-Open Helsinki Kata Einzel
- 1993  1. Platz  Finish-Open Helsinki Kumite Einzel -60kg
- 1993  1. Platz  Panamerikanische Meisterschaften Curacao Kumite Einzel - 75kg
- 1993  2. Platz  Panamerikanische Meisterschaften Curacao Kata Einzel
- 1993  1. Platz  World Cup Budapest Kumite Team
- 1993  2. Platz  World Cup Budapest Kata Einzel
- 1994  3. Platz  Europameisterschaft Jugend Madrid Kata Einzel[10]
- 1994  3. Platz  World Cup Miskolc Kata Einzel
- 1994  1. Platz  World Cup Miskolc Kumite Einzel Allkategorie
- 1994  1. Platz  World Cup Miskolc Kumite Mannschaft
- 1995  2. Platz  ESKA Europameisterschaft Pori/Finnland Kumite Team[11]
- 1995  3. Platz  ESKA Europameisterschaft Pori/Finnland Kata Einzel[11]
- 1995  1. Platz  WSKA Weltmeisterschaft Sunderland Kumite Einzel Allkategorie[12]
- 1996  1. Platz  ESKA Europameisterschaft Lissabon Kumite Einzel Allkategorie[13]
- 1996  2. Platz  Militär-Europameisterschaft Senioren Ostia/Rom Kata Einzel
- 1998  2. Platz  JKA Weltmeisterschaft Bern Kumite Team
- 1998  1. Platz  Nakayama Cup Scotland Kata+Kumite
- 1998  3. Platz  WKA Weltmeisterschaft Rio de Janeiro Kumite Team
- 1998  1. Platz  ESKA Europameisterschaft Nymburg Tschechien Kumite Team
- 1998  Auszeichnung mit der Ehrennadel in Silber des DKV
- 1999  1. Platz  WSKA Weltmeisterschaft Moskau Kumite Team[14][15]